# Staudach-Egerndach
Staudach-Egerndach är en kommun i Landkreis Traunstein i Regierungsbezirk Oberbayern i förbundslandet Bayern i Tyskland.
Kommunen ingår i kommunalförbundet Marquartstein tillsammans med kommunen Marquartstein. Namnet ändrades 13 april 1949 från Egerndach till det nuvarande.